# Reparti dell'Arma dei Carabinieri

Vecchio distintivo da braccio per i membri del Nucleo radiomobile.

Stemma del Raggruppamento operativo speciale.

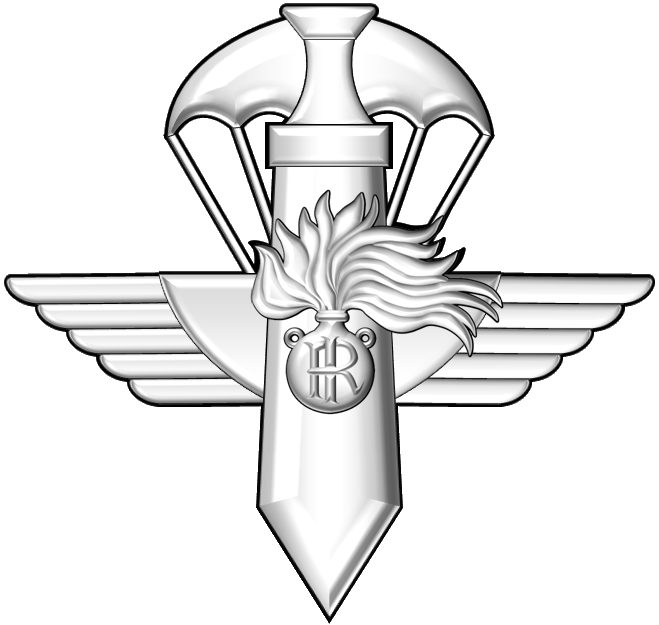
Gruppo di intervento speciale.

## Il vertice
- Comandante generale dell'Arma dei carabinieri
  -  Vice Comandante generale dell'Arma dei carabinieri
    -  Capo di stato maggiore dell'Arma dei Carabinieri

## Organizzazione territoriale
- Comando interregionale
  -  Comando legione
    -  Comando provinciale
      -  Comando di gruppo
      -  Comando di reparto territoriale / compagnia
        -  Comando Tenenza
          -  Comando Stazione di 3^ fascia
          -  Comando Stazione di 2^ fascia
          -  Comando Stazione di 1^ fascia
          -  Comando Stazione di 1^ fascia (in sede vacante).[1]

### Supporti operativi
- Squadrone eliportato carabinieri cacciatori "Calabria"
- Squadrone eliportato carabinieri cacciatori "Sardegna"
- Squadrone eliportato carabinieri cacciatori "Sicilia"
- Squadrone eliportato carabinieri cacciatori "Puglia"
- Compagnie di intervento operativo (CIO)
- 1 Reparto squadriglie e 7 squadriglie
- Centro e nuclei cinofili
  - Centro e nuclei subacquei

## Organizzazione addestrativa
- Comando delle scuole dell'Arma dei carabinieri
  -  Scuola ufficiali carabinieri di Roma
  -  Scuola allievi marescialli e brigadieri carabinieri di Firenze e Velletri
  -  Legione allievi carabinieri
    -  Scuola allievi carabinieri di Roma;
    -  Scuola allievi carabinieri di Torino;
    -  Scuola allievi carabinieri di Campobasso;
    -  Scuola allievi carabinieri di Reggio Calabria;
    -  Scuola allievi carabinieri di Iglesias
    -  Scuola allievi carabinieri di Taranto

  - Scuola carabinieri di perfezionamento al tiro di Roma
  - Centro lingue estere
  - Centro di psicologia applicata
  - Istituto superiore di tecniche investigative
  -  Centro sportivo carabinieri
- Accademia militare di Modena[2]

### Centri per la formazione del personale specializzato
- Pratica di Mare (RM) - per gli elicotteristi
- Selva di Val Gardena (BZ) - per sciatori e rocciatori
- Genova - per i subacquei
- Firenze - per i cinofili
- Roma - per il personale a cavallo
- Velletri - per la formazione degli specialisti e l'aggiornamento nel settore telematico
- Livorno - per paracadutisti, cacciatori e incursori
- Cittaducale (RI) - per i Carabinieri Forestali

## Organizzazione mobile e speciale
- Comando delle unità mobili e specializzate carabinieri "Palidoro"[3]
  -  Divisione unità mobili
    -  1ª Brigata mobile
      -  1º Reggimento "Piemonte"
      -  2º Battaglione "Liguria"
      -  3º Reggimento "Lombardia"
      -  4º Battaglione "Veneto"
      -  5º Reggimento "Emilia-Romagna"
      -  6º Battaglione "Toscana"
      -  8º Reggimento "Lazio"
      -  9º Battaglione "Sardegna"
      -  10º Battaglione "Campania"
      -  11º Battaglione "Puglia"
      -  12º Reggimento carabinieri "Sicilia"
      -  14º Battaglione "Calabria"
      -  4º Reggimento carabinieri a cavallo

    -  2ª Brigata mobile
      -  1º Reggimento carabinieri paracadutisti "Tuscania"
      -  7º Reggimento carabinieri "Trentino-Alto Adige"
      -  13º Reggimento carabinieri "Friuli-Venezia Giulia"
      -  Gruppo di intervento speciale

  -  CoESPU
  -  Raggruppamento operativo speciale
  -  Divisione unità specializzate
    - Servizio aereo carabinieri - Raggruppamento aeromobili carabinieri
      - Nucleo elicotteri carabinieri

    -  Comando carabinieri per la tutela del lavoro
    -  Comando carabinieri per la tutela della salute (NAS)
    -  Comando carabinieri antifalsificazione monetaria
    -  Comando carabinieri Banca d'Italia
    -  Comando carabinieri per la tutela del patrimonio culturale
    -  Comando carabinieri Ministero Affari Esteri
    -  Raggruppamento carabinieri investigazioni scientifiche
      -  RIS di Roma
      -  RIS di Parma
      -  RIS di Messina
      -  RIS di Cagliari
      - 29 Sezioni investigazioni scientifiche

## Unità per la tutela forestale, ambientale e agroalimentare
- Comando unità per la tutela forestale, ambientale e agroalimentare
  -  Comando carabinieri per la tutela forestale
    -  14 Comandi Regione
    -  83 Comandi Gruppo

  -  Comando carabinieri politiche agricole e alimentari
  -  Comando carabinieri per la tutela ambientale e la transizione ecologica
  -  Comando carabinieri per la tutela della biodiversità e dei parchi
    - Raggruppamento Carabinieri per la biodiversità
    - Raggruppamento Carabinieri parchi
    - Raggruppamento Carabinieri CITES

## Reparti per esigenze specifiche
- Reggimento corazzieri
- Reparti per le esigenze degli Organi Costituzionali o a rilevanza costituzionale
- Reparti che svolgono compiti di polizia militare e di sicurezza[4]
  - Reparto carabinieri difesa gabinetto
  - Reparto carabinieri stato maggiore della Difesa
  - Gruppo carabinieri autonomo
    - Reparto carabinieri Segredifesa
    - Reparto carabinieri stato maggiore dell'Esercito

  - Compagnia carabinieri presso il Raggruppamento unità difesa
  - Comando carabinieri per la Marina Militare
  - Comando carabinieri per l' Aeronautica Militare
  - Sezioni e nuclei presso Alti Comandi dell'Esercito e dell'area industriale interforze
  - Organismi militari alleati e multinazionali
  - Reparto CC del QGI di Verona (Comando delle forze terrestri alleate del Sud Europa)
  - Compagnia 
    - Servizio aereo carabinieri - Raggruppamento aeromobili carabinieri. ...
    - Comando carabinieri per la tutela del lavoro.
    - Comando carabinieri per la tutela della salute (NAS)
    - Comando carabinieri antifalsificazione monetaria.
    - Comando carabinieri Banca d'Italia.
    - Comando carabinieri per la tutela del patrimonio culturale.

Altre voci... di Vicenza (presso la base USA "Ederle") e Pisa (presso la base USA "Camp Darby").
- Personale inserito nel Dipartimento della pubblica sicurezza